# Florin (monedă)

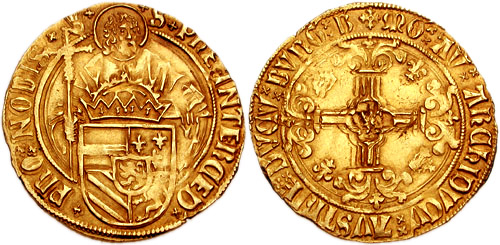
Florin de aur, din secolul al XVI-lea (bătut sub Carol Quintul).

Florin este numele unor diferite monede europene, inițial bătute în aur. Abrevierea uzuală a numelui lor era fl. sau ƒ pentru floren sau florenus. În limbile germanice, sunt numite gulden, care semnifică „din aur”.
Piese de aur, bătute inițial la Florența (Toscana), în secolul al XIII-lea, denumite în latină florenus, iar în italiană fiorino, erau pe larg acceptate în toată Europa. Numele lor latin provine de la floarea de crin, simbol al Florenței, care le înfrumuseța. Acestea au fost utilizate, mai târziu, drept model pentru baterea unor monede naționale.

## Cele două secole care i-au permis florinului să se impună

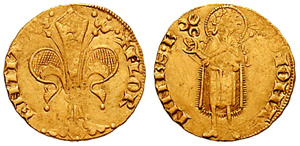
Florin florentin din aur (3,51 g); bătut între 1332-1348.

Accelerarea istoriei Florenței s-a produs la moartea împăratului german Frederic al II-lea, în 1250. După o confruntare la Figline Valdarno, populația florentină l-a alungat pe Farinata degli Uberti, șeful facțiunii ghibelinilor, și a hotărât să se elibereze de influența marilor familii, începând un deceniu prosper, cucerind San Gimignano, Poggibonsi și Volterra, precum și pacea cu Arezzo, Siena, Pistoia și Pisa.

## Unitați monetare actuale
- Antilele Olandeze utilizează florinul (cod ISO 4217: ANG).
- Aruba utilizează florin arubez (cod ISO 4217: AWG).
- Polonia utilizează złoty (cod ISO 4217: PLN).  Ambele cuvinte, gulden și złoty, semnifică „din aur”.
- Ungaria utilizează forintul (cod ISO 4217: HUF), numele maghiar al florinului.

## Unități monetare ieșite din uz
- Țările de Jos au folosit florini (cod ISO 4217 NLG), gulden în neerlandeză (până la înlocuirea lor cu moneda unică europeană, euro. Teritorii neeuropene ale Țărilor de Jos folosec încă florinul.
- Monarhia austriacă a utilizat florinul (Gulden) începând din 1754.
- Austro-Ungaria avea drept monedă florinul austro-ungar (Gulden) de la constituirea sa, în 1867, până la înlocuirea acestei monede, în 1892, prin coroana austro-ungară.
- Mai multe vechi state din actuala Germanie au bătut florini (Gulden).
- Mai multe vechi state, constituite astăzi în cantoane, din actuala Elveție, au bătut și ele florini (Gulden).
- Belgia și Luxemburg au utilizat florini când făceau parte din Regatul Unit al Țărilor de Jos.
- Regatul Unit denumea florin o piesă cu valoarea nominală de 2 shillingi (sau 1/10 de £) până în 1971 (înlocuit de piesa de 10 p, de aceeași valoare).
- Surinamul și-a înlocuit florinul surinamez cu dolarul surinamez în ianuarie 2004.